# Hatay
Hatay là một thành phố tự trị (büyük şehir) đồng thời cũng là một tỉnh (il) của Thổ Nhĩ Kỳ. Thành phố nằm ở cực nam Thổ Nhĩ Kỳ, bên bờ Địa Trung Hải với các tỉnh Latakia, Idlib và Aleppo của Syria ở phía nam và đông.

## Tổng quan
Thành phố có 46% diện tích đất là núi, 33% đồng bằng và 20% cao nguyên và đồi. Có hai điểm vượt qua biên giới với Syria ở huyện Yayladağı và tại Cilvegözü ở huyện Reyhanlı.
Trước năm 2012, trung tâm tỉnh Hatay trước đây là thành phố tỉnh lỵ (merkez ilçesi) Antakya (Antioch). Tuy nhiên, thành phố lớn nhất tỉnh này lại là thành phố cảng İskenderun (Alexandretta). Năm 2012, Thổ Nhĩ Kỳ thông qua luật, công nhận các tỉnh có dân số trên 750.000 người là những đại đô thị tự quản (büyükşehir belediyeleri). Theo đó, thành phố tỉnh lỵ Antakya cũ được hạ xuống thành cấp huyện, đồng thời 3 huyện Arsuz, Defne và Payas được thành lập mới. Hiện tại, thành phố Hatay được chia thành 15 huyện hành chính:
- Altınözü
- Antakya
- Arsuz
- Belen
- Defne
- Dörtyol
- Erzin
- Hassa
- İskenderun
- Kırıkhan
- Kumlu
- Payas
- Reyhanlı
- Samandağ
- Yayladağı

## Những nhân vật nổi bật
- Mehmet Aksoy – nhà điêu khắc (sinh tại Hatay 1939 -)  Lưu trữ ngày 17 tháng 4 năm 2008 tại Wayback Machine
- Semir Aslanyürek - đạo diễn phim (sinh Antakya 1956 -)
- Hamdi Alkan - diễn viên và nhà hài kịch truyền hình có tên Reyting Hamdi
- Selami Şahin – ca sĩ, (sinh Yayladağı 1948 -)
- Gökhan Güney – ca sĩ Arabesque
- Gökhan Zan - cầu thủ bóng đá Galatasaray, (sinh tại Hatay)